# مارسيل جيه. إي. غولي
مارسيل جيه. إي. غولي (بالإنجليزية: Marcel J. E. Golay)‏ (و. 1902 – 1989 م) هو رياضياتي، وفيزيائي، ومخترِع، وعالم حاسوب، ومهندس من سويسرا، والولايات المتحدة، ولد في نوشاتيل، وكان عضوًا في الأكاديمية الفرنسية للعلوم، توفي عن عمر يناهز 87 عاماً.

## التعليم
تعلم في جامعة شيكاغو.